# Laurent Walthert
Laurent Walthert (Suiza, 30 de marzo de 1984) es un futbolista suizo. Juega de portero y su actual equipo es el Neuchâtel Xamax FC.

## Biografía
Laurent Walthert comenzó su carrera en el Neuchâtel Xamax FC donde se fue para jugar al Chaux-de-Fonds en la temporada 2005-06 y regreso en temporada 2006-07
Jugó cinco temporadas con el Neuchâtel Xamax FC para después irse al Chaux-de-Fonds y después regresar al club donde debutó.

## Clubes
| Club               | País  | Año       |
| ------------------ | ----- | --------- |
| Neuchâtel Xamax FC | Suiza | 2003-2005 |
| Chaux-de-Fonds     | Suiza | 2005-2006 |
| Neuchâtel Xamax FC | Suiza | 2006-     |